# 洛桑犹太会堂
洛桑犹太会堂是瑞士沃州洛桑的一座犹太会堂。

## 历史
洛桑犹太会堂建于1909-1910年，建筑师 Charles Bonjour, Adrien van Dorsser 和 Oscar Oulevey，耗资30万瑞士法郎。该堂起源于1848年，1910年11月7日正式开放。该建筑已列入瑞士国家和区域重要文化财产名录。